# Henry Sylvester-Williams
Pour les articles homonymes, voir Sylvester et Williams.
Henry Sylvester-Williams, né le 15 février 1869, mort le 26 mars 1911, est un avocat et un écrivain trinidadien.
Inscrit au barreau anglais au XIXe siècle, il fut un actif partisan du mouvement panafricain. Il avait noué des rapports étroits avec les noirs africains de Grande-Bretagne, et les conseilla juridiquement.
En 1900, au moment de l'exposition coloniale, il convoqua une conférence à Londres contre l'accaparement des terres coutumières par les Européens. Selon Du Bois, c'est cette conférence qui popularisa le mot « panafricanisme ».